# Гарга (Бурятия)
Га́рга (бур. Гаарга) — улус в Курумканском районе Бурятии. Входит в сельское поселение «Арзгун».

## География
Расположен на правом берегу реки Гарги (левый приток Баргузина), в 14 км к северо-западу от центра сельского поселения — улуса Арзгун. В 2,5 км западнее улуса находится съезд автодороги местного значения Усть-Баргузин — Уро — Майский, в 4 км — мост через Гаргу.

## Население
| 2002 | 2010 |
| ---- | ---- |
| 56   | ↘55  |

## Известные люди
- Занданов, Антон Бадмаевич (1918-2006 — военный хирург, участник Великой Отечественной войны, генерал-майор медицинской службы. Начальник медицинской службы Северного флота (1965-1978). Известен тем, что с «нуля» организовал службу переливания крови в блокадном Ленинграде[3].
- В улусе Гарга родился российский бурятский поэт, Народный поэт Бурятии, Заслуженный работник культуры Республики Бурятия Солбон Ангабаев[4]
- В улусе родился Юндунов, Цырен Бадмаевич (1918—?) — бригадир колхоза имени Кирова Курумканского аймака Бурят-Монгольской АССР, Герой Социалистического Труда[5].